# احمدآباد سرا
احمدآباد سهرا روستایی از توابع بخش مرکزی در شهرستان سقز است که در استان کردستان ایران قرار دارد.

## جمعیت
این روستا در دهستان سرا واقع شده و براساس سرشماری سال ۱۳۸۵، جمعیت آن ۴۱۵ نفر (۷۵ خانوار) بوده‌است.